# Édouard du Val de Beaulieu
Edouard Joseph Hubert Ferdinand du Val de Beaulieu de Blaregnies (Bergen, 16 maart 1789 - Brussel, 29 maart 1873) was een Belgisch luitenant-generaal.

## Levensloop
Edouard du Val was de tweede zoon van Constant du Val de Beaulieu, burgemeester van Bergen en empiregraaf, en de broer van Dieudonné du Val de Beaulieu, empirebaron en lid van het Belgisch Nationaal Congres.
Hij was vijftien toen  hij in 1804 toetrad tot het Franse leger. Dit gebeurde in bevoorrechte omstandigheden, want bij zijn bezoek aan Bergen in 1804 nam Napoleon hem op in de cohorte van zijn edelknapen. In 1806 werd hij onderluitenant bij het Tiende regiment huzaren.
In de volgende jaren nam hij aan talrijke militaire campagnes deel: 
- 1806-1807: de campagnes en veldslagen in Polen en Pruisen, waarbij hij gekwetst werd tijdens de Slag bij Tilsit.
- 1808: campagnes in Spanje.
- 1809: bij het leger van het Noorden, waar hij tot luitenant en daarna tot kapitein werd bevorderd.
- 1810-1812: tijdens de campagnes in Rusland werd zijn heldenmoed opgemerkt. Op het slagveld bij Leipzig werd hij tot officier in het Legioen van Eer gedecoreerd.
- 1814: hij nam deel aan de verdedigingscampagnes in Frankrijk en werd zwaar gekwetst.

Na de abdicatie van Napoleon trad hij in dienst van het Verenigd Koninkrijk der Nederlanden. Hij werd majoor bij de dragonders, vocht in Waterloo tegen de Franse troepen, werd in 1819 bevorderd tot luitenant-kolonel en verliet daarop de actieve dienst. In 1820 werd hij, door vergunning geleverd aan zijn vader, tot baron verheven. Hij werd benoemd tot lid van de Ridderschap van de provincie Henegouwen en gekozen tot gedeputeerde in de Provinciale Staten van deze provincie. 
In 1830 trad hij in dienst van het koninkrijk België en werd in Bergen commandant van de burgerwacht. Begin 1831 werd hij tot militair bevelhebber van de provincie Henegouwen benoemd.
Deken geworden van de generaals van het Belgisch leger, nam hij zijn pensioen in 1843.
Du Val trouwde in 1820 met Isabelle de Bruyn d'Hovorst (1800-1866) en ze hadden drie zoons. De laatste mannelijke afstammeling overleed in 1971.
Hij had de titel van graaf geërfd toen zijn broer stierf, en verkreeg in 1847 de gunst om die op al zijn mannelijke afstammelingen te mogen overdragen.